# Mingačevir
Mingačevir (ázerbájdžánsky Mingəçevir, anglicky Mingachevir, rusky Мингечаур), někdy také Mingacevir je čtvrté největší město Ázerbájdžánu. Žije zde okolo 95 000 obyvatel.
Je známo jako „město světel“ díky Mingačevirské vodní elektrárně na řece Kura, která dělí město na dvě poloviny. Kura je největší řeka v Ázerbájdžánu a uměle vytvořená Mingačevirská přehrada za městem je největší v zemi a na celém Kavkaze.
Oblast zde byla osídlena tisíce let, ale nynější město bylo založeno až v roce 1948, částečně německými vojáky, kteří zde byli uvězněni během II. světové války.
Mingečevir je také sídlem Mingečevirského polytechnického institutu.

## Obyvatelstvo
- Ázerbájdžánci 98 %
- ostatní 2 %

## Náboženství
- Islám 99 %
- ostatní 1 %

## Partnerská města
- Toljatti, Rusko
- Golbasi, Ankara,Turecko
- Polock, Bělorusko
- Kars, Turecko
- Afula, Izrael